# Al-Haddad
Ibn al-Haddad (Guadix, Granada, h. 1030 - Almería, 1087/8) fue un literato, filósofo, matemático y músico hispanoárabe que destacó como poeta, teórico musical, compositor y virtuoso tañedor de laúd.

## Vida
Muy joven abandonó Guadix, su ciudad natal, para emprender el preceptivo viaje de peregrinación a La Meca aunque, al parecer, no llegó a su destino ya que se enamoró de una religiosa copta del monasterio de Asiut en el Alto Egipto. La monja cristiana rechazó su amor, por lo que Al-Haddad regresó a Al-Ándalus como secretario del rey taifa Al-Mu'tasim de Almería. Tiempo después surgirían diferencias con el soberano almeriense que le llevaron a marchar a Murcia y, en junio de 1069, a la taifa de Zaragoza donde recaló al servicio de Al-Muqtadir y de su hijo Al-Mu'tamin. 

## Obra
Como poeta cortesano, cultivó el género encomiástico, adulando la generosidad y victorias de sus protectores, como era habitual en la poesía andalusí de la época. En 1072 regresa a Almería tras haber sido perdonado por Al-Mu'tasim. La poesía de Al-Haddad conservada alcanza las cuatrocientas casidas que versan sobre el amor imposible hacia su querida monja egipcia. También cultivó la poesía heroica, satírica, elegíaca, epigramática, sapiencial y filosófica.
Fue un magnífico intérprete de laúd y un importante compositor y director de orquesta, como señala Ibn Bassam en su Dajira o Tesoro de las hermosas cualidades de la gente de la Península, que transmite que conducía una agrupación compuesta por más de quinientos cantantes.
Como teórico de la música escribió varios tratados sobre la relación de esta con la métrica de la poesía árabe, un asunto que se encontraba debatido en la Enciclopedia de los Hermanos de la Pureza importada por Al-Kirmani en Zaragoza hacia 1060 por voluntad de Al-Muqtadir. Entre ellos destaca su Cólera a favor de al-Jalil, que se fundamenta en la obra del siglo IX del lingüista Al-Jalil, perteneciente a la Escuela de Basora. En esta obra polemiza con otra de parecida temática del zaragozano Ibn Fathun, que a su vez refutaba a Al-Jalil; otro escrito de parecida temática es Hallazgo sobre la ciencia de la métrica descuidada de los árabes por cuanto exigen cuatro de los cinco círculos métricos sobre los que transcurren los versos árabes.